# Oberstraße 33 (Mönchengladbach)

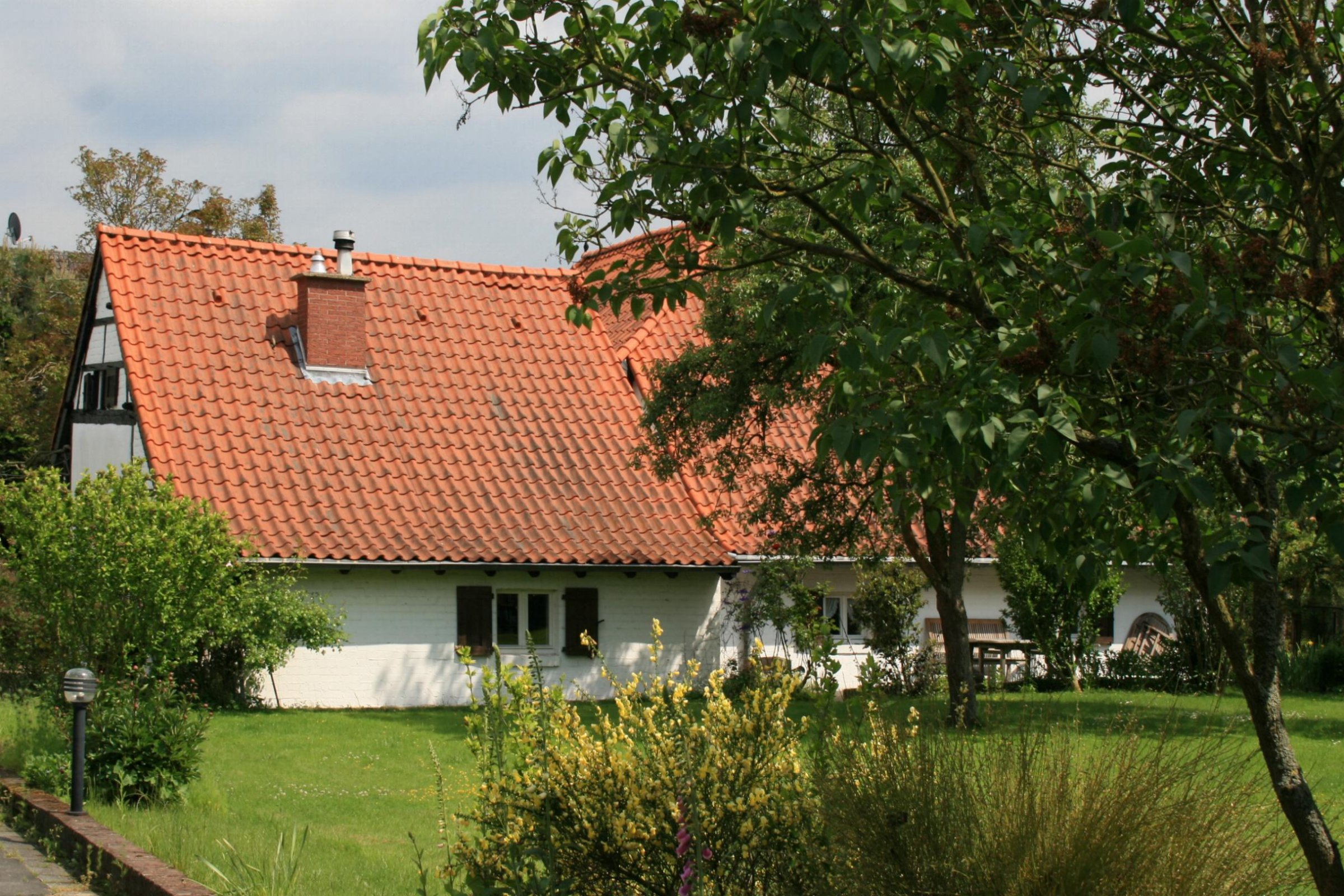
Fachwerkhofanlage (2010)

Die Fachwerkhofanlage Oberstraße 33 steht im Stadtteil Bettrath-Hoven in Mönchengladbach (Nordrhein-Westfalen).
Das Gebäude wurde im 18. Jahrhundert erbaut. Es wurde unter Nr. O 003 am 10. Dezember 1985 in die Denkmalliste der Stadt Mönchengladbach eingetragen.

## Architektur
Kleines Fachwerkgehöft des 18. Jahrhunderts, bestehend aus einem ehemaligen queraufgeschlossenem Wohnstallhaus in umgekehrt giebelständiger Orientierung sowie einer im rechten Winkel hierzu angeordneter Scheune. Das Wohnhaus ist ein zweigeschossiger Bau von drei Gebinden bzw. 4:2 Gefachen, Sparrendach, nach Osten Krüppelwalm, nach Westen abgewalmter Giebel, das Dach hier über eine Abseite aus verputztem Backstein herabgezogen.